# Rue des Carmélites (Reims)
Pour les articles homonymes, voir Rue des Carmélites.
La  rue des Carmélites  est une voie de la commune de Reims, située au sein du département de la Marne, en région Grand Est.

## Situation et accès
La rue des Carmélites appartient administrativement au quartier centre-ville.
Elle relie les rues des Capucins et Clovis et porte le nom qui fait référence au couvent des Carmélites de la ville.
Elle est à sens unique.

## Origine du nom
Elle porte le nom du couvent des Carmélites quelle desservait et remplace l'ancienne rue du chapelet.

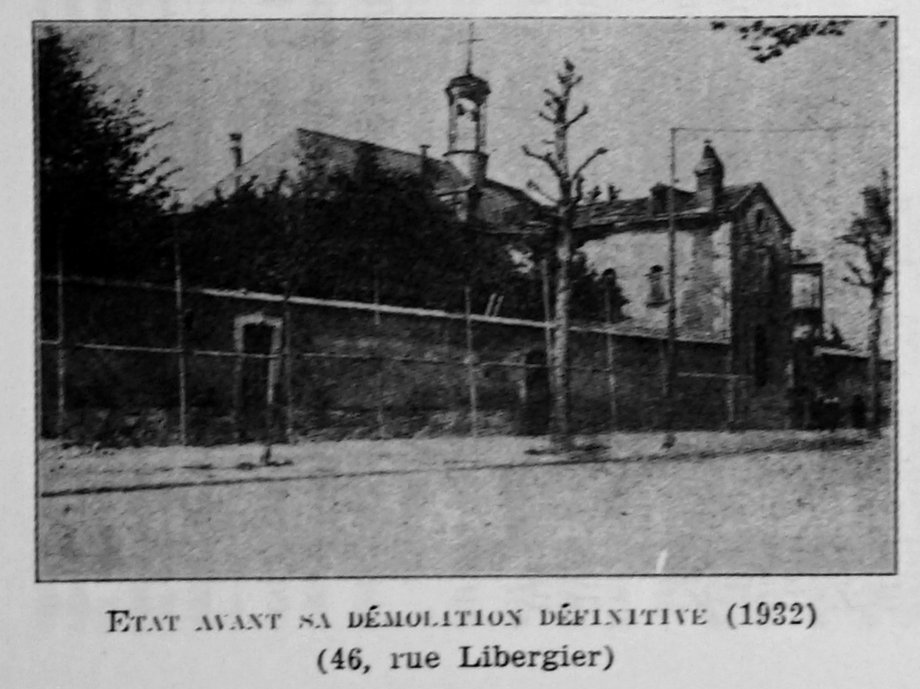
Le couvent avant sa disparition en 1932,
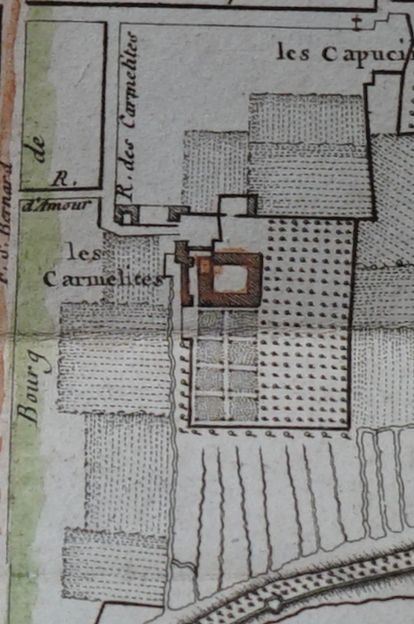
rue des carmélites donnant sur le couvent éponyme.